# Cimetière juif de La Boisse
Le cimetière juif de La Boisse est un cimetière juif également connu pour la présence d'un mémorial en hommage aux victimes déportées et exterminées à Auschwitz Birkenau sur son périmètre. Il est situé à La Boisse dans l'Ain, en France.
Il a été inauguré le 6 juillet 1970 par Philippe Malaud et est administré par le Consistoire de Lyon.

## Le mémorial
Le mémorial est dédié « aux saints qui sont sur la terre » comme indiqué en hébreu : לִקְדוֹשִׁים אֲשֶׁר-בָּאָרֶץ הֵמָּה, sur le fronton du mémorial. C'est une référence directe au psaume 16, verset 3 de la Bible, ici dans sa lecture hébraïque.
Le mémorial se nomme également Mémorial Jacques-Dreyfus en hommage à Jacques Dreyfus (1915-1980), président du consistoire Rhône-Alpes.

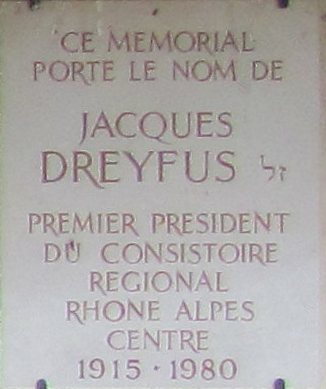
La plaque évoquant Jacques Dreyfus.
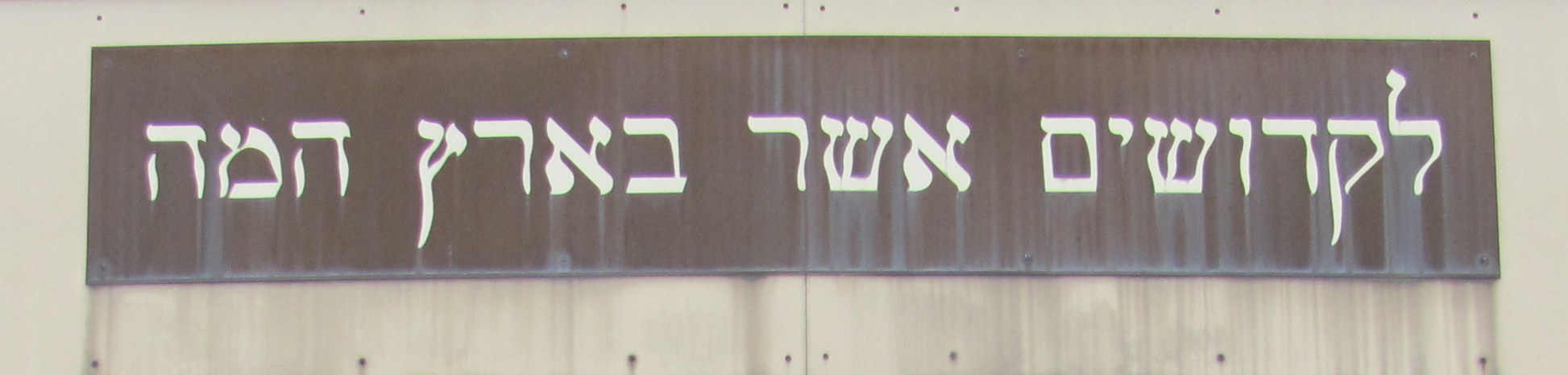
Fronton du mémorial.
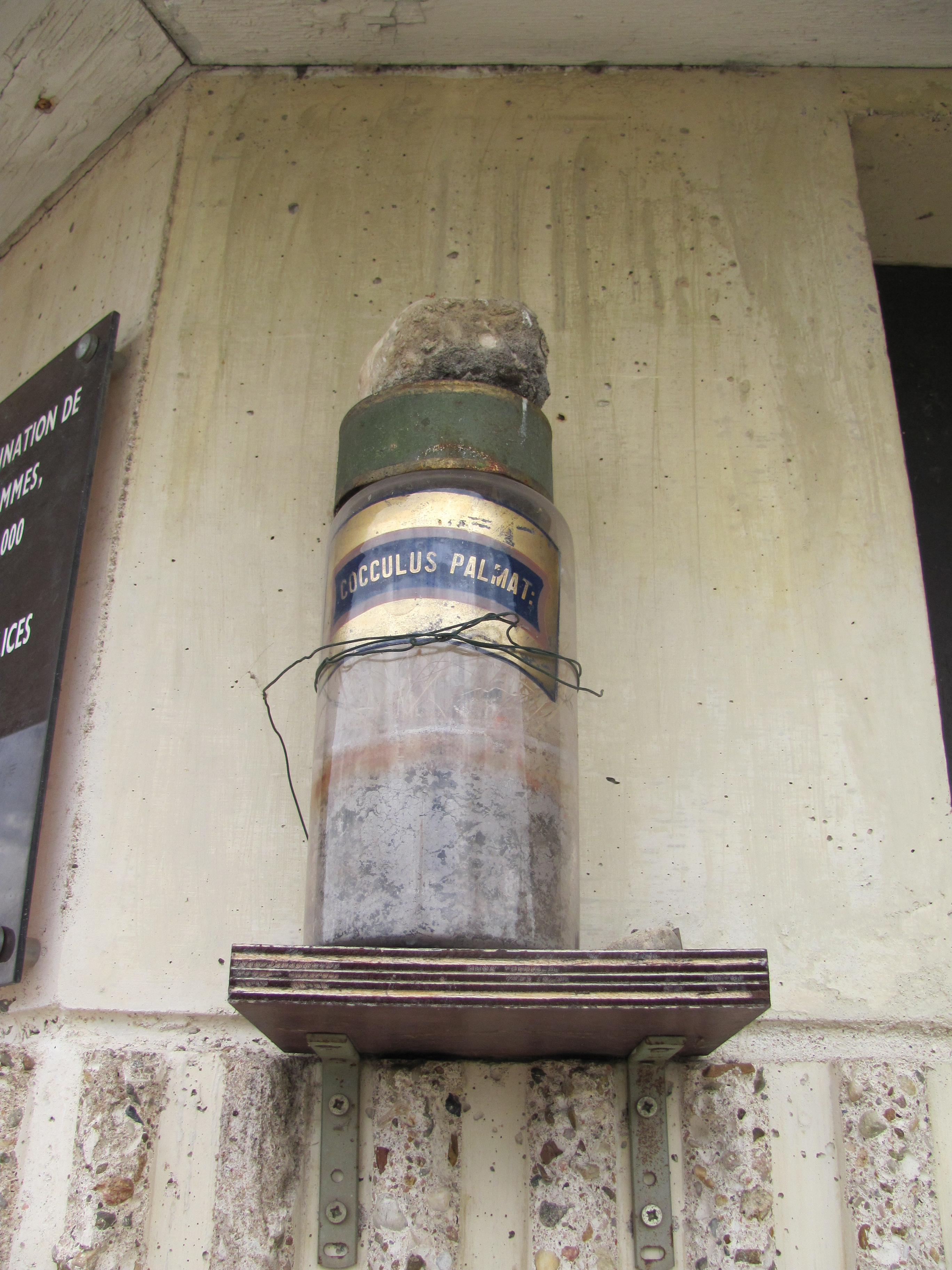
L'urne remplie de terre et de cendres de Birkenau.

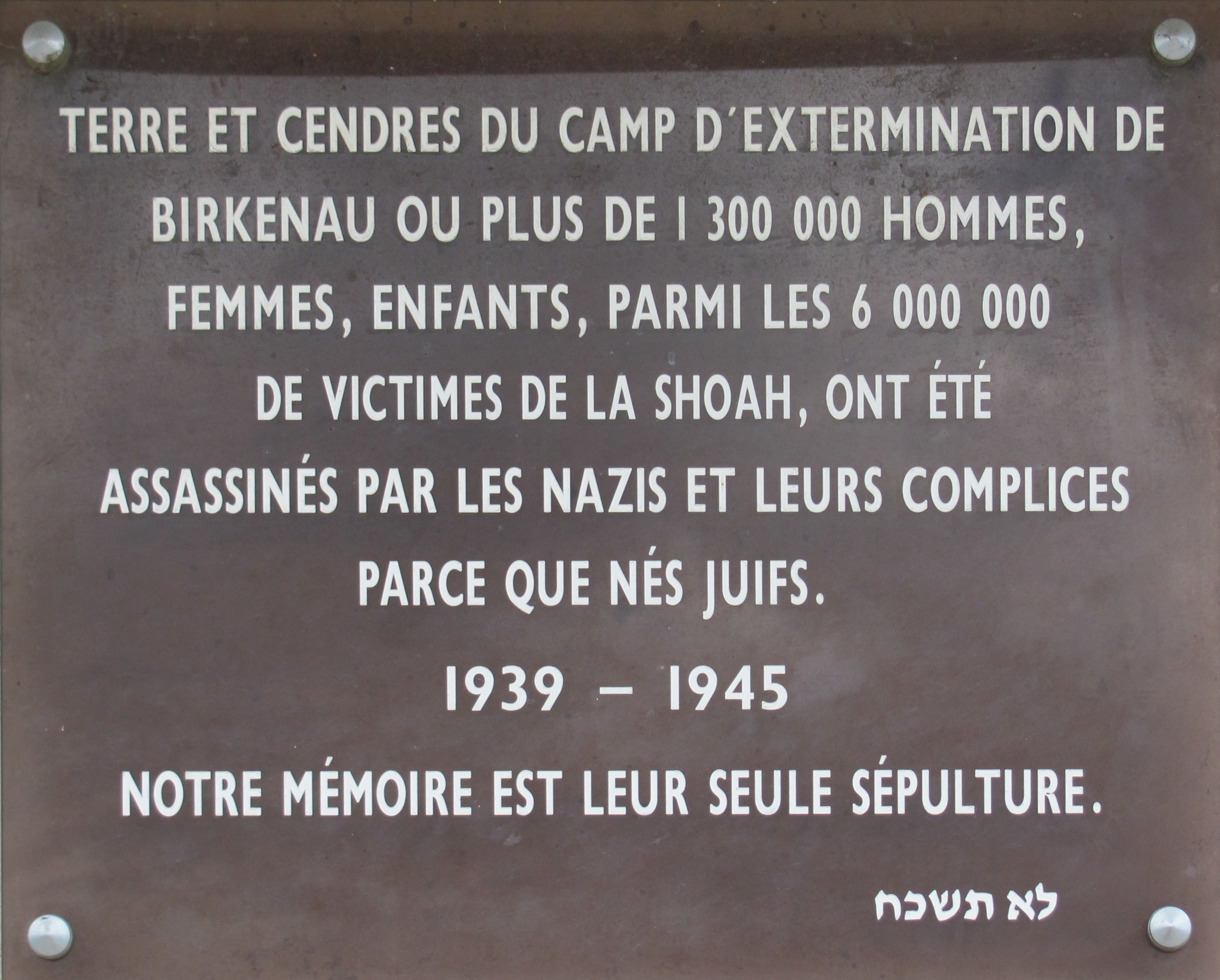
Plaque du mémorial.

Sur la plaque, à l'entrée du mémorial, est inscrit :

« Terre et cendres du camp d'extermination de Birkenau ou plus de 1 300 000 hommes, femmes, enfants parmi les 6 000 000 de victimes de la Shoah, ont été assassinés par les nazis et leurs complices, parce que nés Juifs.
1939 - 1945
Notre mémoire est leur seule sépulture.
לא תשכח »